# Landbund (Österreich)

Logo des Landbunds

Der Landbund für Österreich (LBd), meist kurz Landbund genannt, war eine Bauernpartei der Ersten Republik Österreichs. Die 1922 gegründete Partei war deutschnational ausgerichtet, trat also für den Anschluss an das Deutsche Reich ein, war antisemitisch, bekannte sich zum Antimarxismus und zum Ständegedanken. Der Landbund verstand sich als Interessensvertreter der Bauern, Landarbeiter, Forstarbeiter und der Gewerbe- und Handelstreibenden. Seine Hochburgen lagen in der Steiermark, Kärnten und Oberösterreich, viele Unterstützer gab es auch im Burgenland und im niederösterreichischen Waldviertel.
Von 1927 bis 1933 war der Landbund in fast allen Bundesregierungen vertreten, in Kärnten und im Burgenland stellte er Landeshauptmänner.

## Programmatik
Am ersten Landbundtag in Linz am 23. Jänner 1923 wurden die „Politischen Leitsätze des Landbundes für Österreich“ verabschiedet. Die darin behandelten Kernpunkte waren der nationale Gedanke und die Anschlussforderung, der Bauernstand als Keimzelle der nationalen Volksgemeinschaft, der Ständegedanke als Gegenentwurf zum Parlamentarismus, Antiurbanismus und moralisierender Biologismus, Antikapitalismus und Antiklerikalismus. Die Gegner verortete man unter den klerikalen Christlichsozialen und bei den „verjudeten Sozialdemokraten“. Das 1925 verabschiedete „Programm des Landbundes für Österreich“ und alle weiteren programmatischen Erklärungen der Partei bauten auf diesen Themen auf.
Der Bauernstand wurde als eigentlicher Garant von Volk und Rasse betrachtet. Das Judentum wurde als „volksfremd“ und „volkszersetzend“ angesehen. Im Christentum sah man das Bollwerk gegen den Marxismus, der als von der „jüdischen Rasse“ gelenkt betrachtet wurde. In der Bejahung der christlichen Religion unterschied sich der Landbund von den Großdeutschen, denen man Freisinn vorwarf. Auf die Christlichsozialen gemünzt wurde jedoch der Missbrauch der Religion für politische Zwecke und zur Erringung weltlicher Macht abgelehnt.
Der Klassenkampf wurde als den inneren Zusammenhalt des Volkes zerstörend abgelehnt, ihm stellte man das Konzept der Volksgemeinschaft entgegen. In der aktiven politischen Mitwirkung der schaffenden Stände und Berufe des Landvolkes sah man den Weg zu einem besseren Staat. Das Konzept eines Ständeparlaments sollte die Parteiendemokratie ablösen: die Parteienherrschaft zerreiße das Volk, da jede Partei den anderen die Wähler abjagen wolle. Stattdessen solle eine berufsständische Ordnung geschaffen werden, da sich die Stände untereinander gut verstünden, und so Einigkeit und Einheit des Volkes erreicht werden könne.
Um den sozialdemokratischen Einfluss in den gemischt industriell-agrarischen Gebieten zurückzudrängen, wurde die Bauernschaft aufgefordert, die Landarbeiter nicht nur gerecht zu entlohnen und ausreichend zu verköstigen, sondern sie auch im Sinne der Partei politisch aufzuklären.

## Geschichte

### Vorgeschichte
In der Habsburgermonarchie formierte sich die Bauernschaft politisch zuerst im konservativ-klerikal geprägten Widerstand gegen liberale Kirchen- und Schulgesetzgebung. Die Agrarkrise 1879 bestärkte die bereits vorhandenen antikapitalistischen und antiliberalen Standpunkte. In mehreren Kronländern wurden deutschfreiheitliche und deutschnationale Bauernvereine gegründet, wie der Oberösterreichische Bauernverein 1882, der Salzburgische Bauernverein 1883, der Kärntner Bauernbund 1884 oder der Christliche Bauernverein 1897 in der Steiermark. Die Zentren ihrer Anhängerschaft fanden sich in sprachlich-kulturellen Grenzräumen, protestantischen Enklaven und Regionen, in denen größerer Eigenbesitz vorherrschte. 1901 konstituierte sich die Deutsche Bauernpartei, der führende Vertreter der Bauernvereine beitraten. 1905 ging aus ihr, verstärkt durch Abgeordnete aus anderen Klubs des Böhmischen Landtags, die Deutsche Agrarpartei hervor, die durch Übertritte verstärkt 1906 bereits acht Abgeordnete im Reichsrat hatte. Bei der Reichsratswahl 1911 errang sie 32 Mandate.
Durch die territoriale Neuordnung Mitteleuropas durch die Pariser Vorortverträge nach dem Ersten Weltkrieg verlor die Bewegung in Österreich ihre Hochburgen in Böhmen und Mähren. Da dies für alle deutschnationalen Parteien zutraf, entstand der Wunsch nach einem – zumindest vorläufigen – Zusammenschluss dieser Kräfte. Zur Konstituierenden Nationalversammlung 1919 traten die regionalen Bauernparteien selbständig an, bildeten aber mit den bürgerlichen Nationalen eine Fraktionsgemeinschaft. Die antretenden Bauernparteien Deutsche Freiheits- und Ordnungspartei aus Oberösterreich, Steirische Bauernpartei, Kärntner Bauernbund und Freiheitlicher Salzburger Bauernbund erzielten gemeinsam 12 der 26 deutschnationalen Mandate. In den Bauernparteien, die sich als berufsständische Organisationen sahen, herrschte über eine allfällige langfristige Vereinigung mit den bürgerlichen Deutschnationalen Uneinigkeit. Während eine Vereinigung aus Gründen der Wahlarithmetik vorteilhaft wäre, wollte man nicht Handlanger eines bürgerlichen Kapitalismus und Zentralismus werden. Besonders die Steirische Bauernpartei unter Leopold Stocker arbeitete auf die Gründung einer nationalen Bauernpartei hin. Er gründete im September 1919 den Verband der unabhängigen Bauernbünde. Nach Beitritten des Kärntner Bauernbundes und eines Teils des Deutschen Bauernbundes für Niederösterreich wurde im Juni 1920 die Deutschösterreichische Bauernpartei gegründet, der sich wenig später auch der Unabhängige Bauernbund Vorarlbergs anschloss. Andere Bauernvereinigungen aus Niederösterreich, Oberösterreich und Salzburg gingen hingegen im Vorfeld der Nationalratswahl in Österreich 1920 eine Arbeitsgemeinschaft mit der im selben Jahr gegründeten Großdeutschen Volkspartei (GDVP) ein. Bei der Wahl bewies die Deutschösterreichische Bauernpartei mit sechs erreichten Mandaten, dass eine bundesweit einheitlich auftretende nationale Bauernpartei politisch überlebensfähig war. Im September 1921 beschloss die Deutschösterreichische Bauernpartei als Landbund für Österreich, Verband Österreich des deutschen Reichslandbundes dem Reichslandbund der Weimarer Republik beizutreten. Damit sollte ein Schritt „praktischer Anschlussarbeit“ gesetzt werden. Als Reaktion auf die sich verfestigende Organisation der Bauernpartei schlossen sich die mit der GDVP paktierenden Bauernorganisationen im Jänner 1922 in der GDVP als Bund deutschösterreichischer Bauern zusammen.

### Gründung und Oppositionsrolle
Am 20. Jänner 1922 wurde der Landbund in Leoben offiziell gegründet. Politisch und finanziell unterstützt vom großen deutschen Verband wurde versucht, die in der GDVP organisierten Bauernorganisationen zum Landbund-Beitritt zu bewegen. Die Einigungsbestrebungen waren erfolgreich, schon im Dezember 1922 traten diese Organisationen in den Landbund ein. Am 21. Jänner 1923 wurde der erste Parteitag des nun gesamtösterreichischen Landbundes in Linz abgehalten. Mit der GDVP wurde ein gemeinsames politisches Agieren bei gleichzeitiger Selbständigkeit der beiden Parteien vereinbart.
Dies wurde vom christlichsozialen Österreichischen Reichsbauernbund geschickt ausgenutzt, der von der Unterwerfung des Landbundes unter das Diktat der GDVP sprach. Zugleich gab es Uneinigkeit mit den Großdeutschen über die Verteilung der Listenplätze. Aus diesen Gründen entschied man sich trotz bereits paktiertem Wahlbündnis bei der Nationalratswahl 1923 eigenständig zu kandidieren. Da verschiedene Landesorganisationen unter verschiedenen Listenbezeichnungen antraten, konnten nach geltendem Wahlrecht Reststimmen dieser Wahlparteien nicht addiert werden. So erreichte der Landbund lediglich fünf Mandate, obwohl die erreichten Gesamtstimmenanzahl acht Mandaten entsprochen hätte.
In den folgenden Jahren profilierte sich der Landbund durch populistische Agitation gegen die Politik der christlichsozial-großdeutschen Koalitionsregierungen. Die Senkung des Einfuhrzolls auf landwirtschaftliche Produkte wurde dem Reichsbauernbund vorgehalten, dem man nun vorwerfen konnte, durch seine Einbindung in die Christlichsoziale Partei die Interessen der Landwirtschaft verraten zu haben. 1926 wurden große Bankenskandale bekannt, die der Landbund standespolitisch instrumentalisieren konnte. Viele Banken brachen aufgrund von Fehlspekulationen zusammen oder mussten vom Staat gerettet werden, darunter auch solche, die nach dem Krieg mit christlichsozialer oder großdeutscher Unterstützung gegründet worden waren. Der Landbund warf der Regierung vor, den „Hyänen der Volkswirtschaft“ Milliardengeschenke zu machen, während die hart arbeitende Landbevölkerung Not leide. Dabei bediente sich die Partei auch antisemitischer Phrasen und Stereotype.
Für die anstehende Nationalratswahl 1927 beschloss die Partei diesmal ein einheitliches Auftreten aller Landesorganisationen. Dem Werben Kanzler Ignaz Seipels, der den Landbund für seine antimarxistische Einheitsliste gewinnen wollte, wurde auf dem Reichsparteitag Anfang Februar 1927 eine Absage erteilt. Dagegen wurde dem Reichsbauernbund ein Gesprächsangebot über ein gemeinsames Vorgehen bei den Wahlen vorgelegt. Nach der erwarteten Absage wurde den christlichsozialen Bauernvertretern vorgeworfen, dass sie sich als Mehrheitsbeschaffer von Industrie und Kapital instrumentalisieren lassen. Die Taktik machte sich bezahlt, der Landbund erzielte neun Mandate. Bei der zeitgleich stattfindenden Kärntner Landtagswahl ging die Landesorganisation ein Wahlbündnis mit dem Handels- und Gewerbebund als Landbund und Hagebund (LuH) ein.
Das im Vergleich zur Sozialdemokratischen Arbeiterpartei (SDAP) relativ schwache Abschneiden der Regierungsparteien mit ihrer Einheitsliste veranlasste Seipel dazu, dem Landbund ein Angebot zur Beteiligung an der Regierung zu machen. Da das vom Landbund gewünschte Landwirtschaftsministerium fest in den Händen des Reichsbauernbunds lag, bot er für einen Regierungsbeitritt die Vizekanzlerposition und ein wichtiges Fachministerium an. Nachdem er in zähen Verhandlungen auch versprach, wirtschaftliche Forderungen des Landbunds in das Regierungsprogramm aufzunehmen, stimmte die Partei dem Angebot zu. Als Innenminister und Vizekanzler entsandte sie den steirische Abgeordneten Karl Hartleb in das Kabinett Seipel V.

### Regierungspartei
Als Regierungspartei wurde die Parteiorganisation gestrafft. Im Dezember 1927 wurde ein Reichsparteisekretariat errichtet und es wurde versucht, nach außen einen Eindruck der Geschlossenheit zu vermitteln, was aufgrund des stark föderalen Aufbaus der Partei und der Dominanz einzelner Landesorganisationen nur vorübergehend gelang. In der Regierung verfolgte die Partei hartnäckig die agrarischen Interessen. Ende 1928 forderte sie eine massive Drosselung der Viehimporte und kritisierte die Wirtschaftspolitik Seipels scharf, die sie als vom „Wiener Schwarzenbergplatz“ (d. h. vom Hauptverband der Industrie) diktiert bezeichnete. Unter der Androhung, aus der Regierung auszuscheiden, konnte der Landbund in einer Aussprache mit Seipel am 3. Jänner 1929 seine Forderungen weitgehend durchsetzen.
Den paramilitärischen Heimwehren stand der Landbund nach den Ereignissen im Juli 1927 anfangs positiv gegenüber. Angesichts der „marxistischen Bedrohung“ wurden sie als notwendige Selbstschutzorganisationen erachtet, und die Mitglieder wurden zum Heimwehr-Beitritt aufgerufen. In seinen Hochburgen gelang es dem Landbund, die Leitung der Heimwehren an sich zu ziehen. Als Leiter des Innenressorts rief der Landbund zur innenpolitischen Abrüstung auf, der Heimwehraufmarsch in Wiener Neustadt im Oktober 1928 wurde als „unnützes Säbelrasseln“ verurteilt. Die zunehmenden Versuche Seipels, die Heimwehren für die Politik der Christlichsozialen zu instrumentalisieren bewogen den Landbund schließlich, sich aus der Heimwehrbewegung zurückzuziehen. Stattdessen wurde mit der Bauernwehr ein eigener antimarxistischer Wehrverband geschaffen, der Reichsbund der österreichischen Bauernwehren wurde am 17. Jänner 1930 gegründet. Damit verlor man jedoch jeden Einfluss auf die sich zunehmend radikalisierende Heimwehrbewegung. Nach einer tödlichen Konfrontation linker und rechter Wehrverbände im steirischen St. Lorenzen im August 1929 unterstützte der Landbund die Bestrebungen von Bundeskanzler Johann Schober, die innere Abrüstung durch eine Novellierung des Waffengesetzes einzuleiten. Daraufhin forderte die Heimwehr die Entlassung des Landbund-Innenministers Vinzenz Schumy. Der kritisierte im Mai 1930 das „gewalttätige und großsprecherische Gehabe einzelner Heimwehrführer“ und betonte, dass der von der Heimwehr so betonte Schutz der Heimat auch bedeute, den „Staatsgedanken und die Staatsautorität […] hochzuhalten“. Als Reaktion auf den Pfrimer-Putsch im September 1931 forderte der Landbund die Auflösung aller Wehrverbände.
Nachdem durch politische Intrigen der Christlichsozialen der populäre Kanzler Schober zum Rücktritt gezwungen worden war, ging der Landbund 1930 kurzzeitig wieder in Opposition und trat zur vorgezogenen Nationalratswahl am 9. November 1930 gemeinsam mit den Großdeutschen als Wahlgemeinschaft Nationaler Wirtschaftsblock und Landbund unter der Führung Schobers an (daher auch Schoberblock genannt). Parteiintern war das Bündnis jedoch umstritten und die Salzburger und die oberösterreichische Landesorganisation traten schließlich eigenständig an. Der Schoberblock schnitt bei der Wahl relativ gut ab, trotz des Wegfalls von etwa 43.000 Stimmen in Oberösterreich und Salzburg, die nicht für ein Grundmandat reichten, wurden 19 Mandate erzielt. Dagegen verloren die Christlichsozialen deutlich zugunsten der neuen Heimwehr-Partei Heimatblock. Somit kam es wieder zu einer bürgerlichen Koalitionsregierung mit dem Landbund, wobei der steirische Landbund-Landesrat Franz Winkler das Innenministerium übernahm. Dabei begann sich eine innerparteiliche Gewichtsverlagerung vom bis dahin dominierenden Kärntner Landbund unter Schumy hin zum steirischen abzuzeichnen. Das Tauziehen um den bundespolitischen Einfluss sollte schließlich Winkler im Mai 1932 gewinnen, als er den Obmann des oberösterreichischen Landbundes Franz Bachinger, der bisher Schumy unterstützte, durch Berufung in die Verwaltungskommission der Bundesbahnen und in das Kabinett Buresch II auf seine Seite ziehen konnte.
Winkler als Leiter des Innenressorts wurde auf Bundesebene zum bestimmenden Landbundpolitiker. Die Creditanstalt-Pleite wollte er wie die Bankenskandale 1924–1926 taktisch nützen, indem er die Schuld daran dem Kapital zuwies, jede Mitverantwortung und Mithaftung durch den Landbund ablehnte und so beim Klientel des Landvolks punkten wollte. Am 16. Juni 1931 demissionierte er aus Protest gegen die von der Regierung übernommene Bundeshaftung für ausländischen Verbindlichkeiten der Bank und löste somit den Rücktritt der Bundesregierung Ender aus. In seinem Rücktrittsschreiben begründete er seinen Schritt damit, dass das Land durch die Haftungsübernahme „völlig schuldlos in die volle Abhängigkeit vom Ausland“ gelange. Vor den Nationalratsklub des Landbunds führte er aus, dass durch die ausländischen Kredite für die Bankenrettung Österreich „unakzeptable außenpolitische Fesseln“ angelegt würden. Winkler stellte die am Abend desselben Tages ohne politische Forderungen gewährten Kredite in Höhe von 150 Millionen Schilling als Erfolg der Politik des Landbundes dar. Er behauptete anlässlich seines Eintritts in die nachfolgende Regierung Buresch I wenige Tage später, das Ausland hätte die Absicht gehabt, finanzielle Hilfe unter der Bedingung des Verzichts auf die geplante Zollunion und auf den Anschluss an Deutschland zu gewähren. Sein Widerstand hätte den Gläubigern signalisiert, dass „unsere Opferwilligkeit Grenzen“ habe und hätte verhindert, dass Österreich zu einem „Helotenstaat letzter Güte“ gemacht worden sei. Der ehemalige Kanzler Otto Ender konnte wenig später diese Behauptungen als nicht zutreffend widerlegen.
Im Zuge der Weltwirtschaftskrise kam es ab 1930 zu einer sich zunehmend verstärkenden Agrarkrise, der Preis für Getreide und Fleisch verfiel und breite Kreise der ländlichen Bevölkerung in den alpinen Regionen verarmten. In dieser Krise wurde die Klientel des Landbundes zunehmend empfänglich für die Propaganda der NSDAP. Der Landbund versuchte mit Großveranstaltungen das Abwandern ihrer Sympathisanten zu den Nationalsozialisten verhindern. Nichtsdestotrotz wurde die NSDAP mit ihren Forderungen nach einem revolutionären Umbau des Staates in den kommenden Jahren zum gefährlichen Rivalen.
In der Regierung konnte Winkler – erneut unter Androhung des Regierungsaustritts – seine Forderungen nach einem umfassenden Zollschutz für die einheimische Viehproduktion durchsetzen. Seine Vorstellungen stimmten dabei weitgehend mit jenen des neuen christlichsozialen Landwirtschaftsministers Engelbert Dollfuß überein. Der auch von Dollfuß angestrebte Abbau der Agrarimporte wurde von der SDAP als Angriff auf die Lebenserhaltungskosten der darbenden Arbeiterschaft kritisiert.
Die Bedeutung des Landbundes als Koalitionspartner stieg Ende Jänner 1932 mit dem Austreten der GDVP aus der Regierung erneut. Winkler wurde im Minderheitskabinett Buresch II Vizekanzler und Innenminister, zusätzlich übernahm Bachinger das Ministerium für Öffentliche Sicherheit. In der nachfolgenden ersten Regierung Dollfuß waren drei Landbund-Politiker vertreten und Vizekanzler Winkler bekam die für die Agrarpolitik wichtigen handelspolitischen Agenden des Außenministeriums übertragen. Zu diesem Erfolgserlebnis kam jedoch der Regierungseintritt des Heimatblocks, und somit das Hereintragen der Differenzen zwischen Heimwehr und Landbund in die Regierung. Während beide einen ständischen Umbau des Staates forderten, verfolgte der Landbund dafür den demokratischen Weg, während der Heimatblock einen Wandel im Sinne des italienischen Faschismus anstrebte. Als im September 1932 der parteilose Sicherheitsminister Hermann Ach zurücktrat, forderte Heimwehr-Bundesführer Ernst Rüdiger Starhemberg die Berufung Emil Feys zu dessen Nachfolger. Vergeblich versuchten Dollfuß und Winkler die Berufung Feys zu verzögern und die GDVP zum Wiedereintritt in die Regierung zu bewegen. Da sich die Großdeutschen weigerten, musste Fey bestellt werden, allerdings wurde er „nur“ Staatssekretär für Sicherheitswesen, während Dollfuß das Sicherheitsressort selbst übernahm. Diese Radikalisierung der Innenpolitik, die Machtansprüche der Heimwehren und Wahlerfolge der NSDAP bewogen den Landbund zu einer verstärkten Mitgliederwerbung für die Bauernwehr. Sie sollte Verteidigerin der Demokratie sein, denn dem Landbund sei „eine mangelhafte Demokratie lieber […] als gar keine“, so der Salzburger Landbündler am 16. Juli 1932 auf der Titelseite. Der Landbund erwies sich als verlässlicher Koalitionspartner der Regierung Dollfuß und stimmte für die Lausanner Anleihe.

### Diktatur und Untergang
Die Ausschaltung des Parlaments durch Dollfuß im März 1933 sah der Landbund wie dieser als Chance, die lang geforderte grundlegende Verfassungsreform zu realisieren. Das Parlament in seiner bisherigen Form wurde als zu schwerfällig und inadäquat betrachtet, an die Stelle des Bundesrates sollte ein Länder- und Ständerat treten. In der Regierung sah man sich als „nationaler Wächter“ für „freiheitliche und demokratische Belange“, der verhindern sollte, dass Christlichsoziale oder Heimatblöckler die Diktaturregierung missbrauchen. Durch die Gründung der Vaterländischen Front am 21. Mai 1933 geriet der Landbund zunehmend in die Defensive und seine Wählerschaft wanderte allmählich zu den Nationalsozialisten ab. Um nicht in der Bedeutungslosigkeit zu verschwinden, bildete er noch im Mai 1933 mit dem Ständebund für Handel und Gewerbe und dem Nationalen Beamten- und Angestelltenbund eine Arbeitsgemeinschaft, die sich im Juli den Namen Nationalständische Front gab und als Gegengewicht zur Vaterländischen Front dienen sollte. Ebenso wie diese lehnte sie den Parteienstaat ab und forderte eine ständische Gliederung der Gesellschaft, jedoch bei Betonung des „deutschen Charakters“ des Landes. Dollfuß drängte auf einen korporativen Eintritt der neuen Bewegung in die Vaterländische Front, was man aber als De-facto-Liquidierung der Nationalständischen Front ablehnte.
In der Regierung leisteten die Landbundvertreter Widerstand gegen die von Fey geforderte Berufung des Tiroler Heimwehrführers Richard Steidle zum Staatssekretär für Justiz. Sie lehnten auch das von Fey und Heeresminister Carl Vaugoin geforderte Verbot der NSDAP ab. Am 9. Juni 1933 erklärte Schumy im Ministerrat, dass es für jeden Antimarxisten untragbar sei, wenn eine nationale Partei aufgelöst werden solle, zugleich aber die sozialdemokratische Partei unangetastet bliebe. Winkler ergänzte, dass ein Verbot der NSDAP einen Bruch mit dem mittlerweile nationalsozialistisch regierten Deutschland bedeute, und dass Österreich zu Deutschland eine besondere Beziehung habe: „Einen österreichischen Stamm gebe es nicht, es gibt nur einen deutschen Stamm, der in Österreich einen Staat bildet …“ Auch nach dem tödlichen Handgranatenanschlag durch Nationalsozialisten auf christlich-deutsche Turner in Krems zehn Tage später wurde ein Parteiverbot mit der Begründung abgelehnt, man könne eine Partei von der Größe der NSDAP nicht für Exzesse einzelner Mitglieder verantwortlich machen. Sollten die anderen Regierungsparteien auf dem Verbot bestehen, mögen sie den Landbundvertretern eine Stimmenthaltung gestatten. So erfolgte das Verbot der NSDAP in Österreich am 19. Juni 1933 ohne die Stimmen der Nationalständischen Winkler, Schumy, Bachinger und Kerber.
Im Juni 1933 trat der Landbund aus dem Reichslandbund aus, da dieser mittlerweile mit der deutschen NSDAP gleichgeschaltet worden war. Eine länger geplante offizielle Gründungsfeier der Nationalständischen Front am 17. September 1933 in Graz wurde zu einer Antwort auf die am 11. September in Wien gehaltene Trabrennplatzrede Dollfuß’. Etwa 11.000 Mitglieder der Bauernwehr und 14.000 Mitglieder und Sympathisanten marschierten auf und hörten eine Rede des Führers der Nationalständischen Front, Vizekanzler Winkler. In der Rede, die von nationalsozialistischen Störversuchen unterbrochen wurde, grenzte er die nationalständische Politik deutlich von Heimwehr und NSDAP ab und erklärte sie als „Weg der Mitte“. Diese Rede provozierte wütende Reaktionen der Heimwehrführer und offenbarte die Risse im Regierungslager. Dollfuß reagierte darauf mit einer Regierungsumbildung am 21. September 1933, die er mit der Notwendigkeit der Befreiung von Parteibindungen begründete. Sämtliche Landbundmitglieder schieden dabei aus der Regierung aus. Der Heimwehrmann Fey wurde hingegen Vizekanzler, so dass politische Kommentatoren von einem Rechtsruck und einem Sieg der Heimwehren sprachen. Allerdings wollte Dollfuß auch die in der Regierung verbliebenen Heimwehrminister entmachten und hatte deshalb mit dem Landbund ein Geheimabkommen geschlossen: Dollfuß unterstellte sich die Agenden von Polizei, Gendarmerie und Heer und entzog sie so den Machtbestrebungen der Heimwehr. Durch die Mitarbeit der Nationalständische-Front-Mitglieder Robert Kerber (als Innenminister) und Franz Glas (als Staatssekretär im Justizministerium) sollte Fey machtpolitisch isoliert werden. Über diese Verbindungsmänner hatte der Landbund weiterhin Einfluss auf die Regierungsgeschäfte. Dieser schwand jedoch allmählich und das daraus resultierende Ohnmachtsgefühl verstärkte bereits vorhandene Kontroversen in der Partei über die ideologische Ausrichtung. Winkler und Bachinger verlangten aufgrund des deutschen Grundcharakters der Partei eine Rücksichtnahme auf Deutschland in der Außenpolitik. Damit standen sie im Gegensatz zu Dollfuß, der sich seit der Machtergreifung Hitlers an das Italien Benito Mussolinis anlehnte. Schumy stand Dollfuß’ Vorstellungen näher, er setzte vor allem auf den Ständegedanken und stand einer Vereinigung von Nationalständischer und Vaterländischer Front positiv gegenüber. Dies implizierte eine Akzeptanz der von Dollfuß propagierten Österreich-Ideologie, was Winkler und Bachinger als „Verrat am Deutschtum“ angriffen.
Als Dollfuß Anfang März 1934 neue Verfassung ankündigte, in der Parteien keinen Platz mehr hätten, und dass auch in den zu schaffenden Berufsständen keine parteipolitische Fraktionierung möglich sein werde, machte die Differenzen in den Zukunftsvorstellungen der Landwehrführer wieder akut. Einen Aufsatz Schumys, in dem er sich für den Beitritt zur Vaterländischen Front aussprach kritisierten Winkler und Bachinger heftig, er würde die Bedürfnisse der nationalen, deutschgesinnten Bevölkerung nicht berücksichtigen. Einigkeit herrschte in der Befürwortung des Führerprinzips in der Regierung. Da Dollfuß seine Verfassung vom Nationalrat absegnen lassen wollte, schickte er Finanzminister Karl Buresch, um beim Landbund um Unterstützung zu werben. Es setzten sich jedoch Winkler und Bachinger durch und der Abgeordnetenklub des Landbunds beschloss ein Fernbleiben von der Abstimmung über die Ständestaatsverfassung. Der Obmann des Abgeordnetenklubs Hubert Dewaty führte in einer Begründung dieser Ablehnung aus, dass die Partei auf ihrem „völkischen Vorposten“ ausharren werde, „bis die Lebensforderungen des österreichischen Volkes erfüllt“ seien: „Keine Lösung der österreichischen Frage ohne Deutschland, keine Lösung des mitteleuropäischen Problems ohne Deutschland.“ An den Kanzler appellierte er, die Verfassung einer Volksabstimmung zu unterbreiten.
Mit der ablehnenden Stellungnahme war der Bruch mit der Regierung Dollfuß finalisiert. Da mit Inkrafttreten der ständestaatlichen Verfassung am 1. Mai 1934 jede parlamentarische Tätigkeit politischer Parteien erlosch, erklärte die Reichsparteileitung am 18. Mai 1934 ihre Tätigkeit für beendet und ermächtigte den Parteivorstand, die Liquidierung einzuleiten. Die landbündlerische Gesinnungsgemeinschaft bleibe aber aufrecht, der Verein Österreichischer Landbund würde durch Änderung seiner Satzung den „geänderten Verhältnissen Rechnung tragen“. Dies bedeutete de facto die Auflösung des Landbundes als Partei. Nach der Auflösung wanderten verstärkt Anhänger der ehemaligen Partei zu den Nationalsozialisten ab. Zahlreiche, vor allem junge, vormalige Anhänger beteiligten sich am nationalsozialistischen Juliputsch, was zu Verhaftungen (Bachinger, Dewaty, …) und zur Auflösung der landbündlerischen Gesinnungsgemeinschaft und der Bauernwehr führte. Der regierungstreue Flügel um Schumy wurde in den Berufsstand „Land- und Forstwirtschaft“ übernommen. Viele Landbündler aus diesem Flügel traten nach dem Krieg in den Bauernbund der neu gegründeten Österreichischen Volkspartei ein.

## Mitglieder
Der Landbund war regional sehr unterschiedlich stark vertreten: Lagen seine Hochburgen in der Steiermark, Kärnten, Oberösterreich und im Burgenland, so war er in den westlichen Bundesländern kaum vertreten. Im März 1927 löste sich der Vorarlberger Landbund auf und vereinigte sich mit dem christlichsozialen Vorarlberger Bauernbund, in Tirol existierte keine Landesorganisation mehr. Bei Landtagswahlen mussten häufig Wahlbündnisse eingegangen werden, oft mit den Großdeutschen, in Oberösterreich 1925 zusätzlich mit den Christlichsozialen auf einer Einheitsliste.
Stark vertreten war der Landbund in Orten mit weniger als 1000 Einwohnern und einer starken protestantischen Minderheit bzw. Mehrheit. Dort sorgten die patriarchalen Strukturen der kommunikativen und ökonomischen Eliten für eine relativ stabile Etablierung der Bewegung und eine längere Immunisierung gegen die nationalsozialistische Agitation als das etwa bei den Großdeutschen der Fall war. Wenngleich sich der Landbund stets als Vertreter des gesamten Landvolks sah, überwogen in der Anhängerschaft und bei den Wählern die größeren bis mittleren Bauern sowie deren Mithelfende. Für Oberösterreich wurde errechnet, dass 1930 jeder fünfte Landbund-Wähler auch Parteimitglied war.
Viele Vertreter der Parteielite standen auf einem weiteren wirtschaftlichen Standbein als Wirte, Viehhändler, Fuhrunternehmer etc. Somit war eine gewisse kommunikative und ökonomische Anbindung an (semi-)urbane Zentren gegeben. Zwei weitere wichtige Gruppen unter den Funktionären der Partei bildeten Lehrer und Beamte, speziell Landwirtschaftslehrer und Agrarbeamte. Sie übernahmen in der Organisationsstruktur häufig die Funktionen, die der Klerus bei den Christlichsozialen einnahm.
Die Jugendorganisation der Partei war der Österreichische Junglandbund.